# 1854 no jornalismo
Nesta página encontrará referências aos acontecimentos directamente relacionados com o jornalismo ocorridos durante o ano de 1854.

## Eventos
- 2 de junho — Início da publicação no Porto (Portugal) do jornal trissemanal "O Comércio do Porto", que foi publicado até 2005.[1]

## Nascimentos
| Data          | Nome                     | Profissão                                                               | Nacionalidade | Observações | Ref |
| ------------- | ------------------------ | ----------------------------------------------------------------------- | ------------- | ----------- | --- |
| 7 de janeiro  | Garcia Redondo           | engenheiro, jornalista, professor, contista e teatrólogo. Membro da ABL | Brasil        | m. 1916     |     |
| 17 de janeiro | Antão Gonçalves de Faria | um militar, jornalista, engenheiro e político                           | Brasil        | m. 1936     |     |
| 10 de março   | Lúcio de Mendonça        | advogado, jornalista, magistrado e escritor                             | Brasil        | m. 1909     |     |
| 8 de novembro | Teófilo Dias             | político, poeta e patrono da Academia Brasileira de Letras              | Brasil        | m. 1889     |     |

## Mortes
| Data | Nome | Profissão | Nacionalidade | Observações | Ref |
| ---- | ---- | --------- | ------------- | ----------- | --- |